# José Fernández de Villa-Abrille
José Fernández de Villa-Abrille y Calivara (Filipinas, 12 de diciembre de 1878 - Madrid, 28 de enero de 1946) fue un militar de Infantería español que alcanzó el grado de general de división.

## Biografía
Hijo del teniente coronel de Infantería Faustino Fernández de Villa-Abrille Álvarez y de Valeriana Calivara y Quirós, nativa de Cavite.
Huérfano de padre en 1894, ingresó en la Academia de Infantería en 1896 y al año siguiente fue destinado como segundo teniente a su tierra natal.
Fernández de Villa-Abrille era jefe de la II División Orgánica del ejército, con sede en Sevilla y mando en Andalucía, al tiempo del golpe de Estado de julio de 1936 que dio lugar a la Guerra Civil. Estaba enterado de la conspiración de los sublevados días antes. Así, cuando el comandante de Estado Mayor, José Cuesta Monereo —siguiendo instrucciones del general sublevado, Gonzalo Queipo de Llano— elaboró un plan con el que se llegó a movilizar a 4.000 hombres para realizar y consolidar el golpe de Estado en la provincia de Sevilla, el general Fernández no se unió a la sublevación; pero ni él ni bastantes de los oficiales a su mando mostraron resistencia alguna al golpe, ni a las  acciones de represión que el comandante Antonio Castejón Espinosa inició en distintos barrios de Sevilla.
El general Fernández ignoró las instrucciones que, de manera insistente, le dio el gobernador civil de la provincia, José María Varela Rendueles, para que respondiera a los sublevados. No obstante su pasividad y la de varios mandos bajo sus órdenes, fue detenida y procesada la plana mayor de la II División Orgánica. Fernández de Villa-Abrille —cuya plaza como jefe de la II División Orgánica ocupó de facto Queipo—, también fue detenido. El gobierno de Franco lo dio de baja en el Ejército en diciembre de 1936, aunque mantuvo el sueldo de general desde esa fecha hasta su muerte. En febrero de 1939, un consejo de guerra lo condenó a seis años de prisión, que cumplió en Sevilla, en un chalet cercano a la Cruz del Campo, utilizado como prisión militar durante la guerra y la posguerra. Poco tiempo después de salir en libertad, falleció el 28 de enero de 1946 en una pensión de la Carrera de San Jerónimo de Madrid.